# Julia Rose
Julia Rose (* 13. April 1973 in Lusaka) ist eine simbabwisch-US-amerikanische Schauspielerin.

## Leben
Rose ist die Tochter eines Norwegers, eines Diplomaten der Vereinten Nationen, und einer Türkin, einer Theaterschauspielerin. Sie wurde in Lusaka geboren und verbrachte ihre Kindheit in Afrika. Sie wuchs in Paris auf, wo ihre Mutter einst in ihrer Jugend als Schauspielerin tätig war, und spricht daher fließend Französisch. Sie schloss eine High School in Old Greenwich im US-Bundesstaat Connecticut ab und besuchte anschließend die University of Pennsylvania. 1989 konnte sie eine Nebenrolle im Spielfilm Rude Awakening ergattern.
1997 stellte sie eine Episodenrolle in der Fernsehserie Susan dar. In den nächsten Jahren folgten Nebenrollen in Kurz- und Spielfilmen sowie Episodenrollen in den Fernsehserien Star Trek: Enterprise, King of Queens und Navy CIS. 2003 war sie in dem Fernsehfilm Auf den Spuren von Batman in der Rolle der Catwoman zu sehen. 2005 stellte sie im Fernsehfilm Kampf der Planeten die Rolle der Enya dar, 2007 folgte die Rolle der Sophie in Gargoyles – Monster aus Stein. Anschließend konnte sie neben Episodenrollen in den Fernsehserien Dr. House, The Lying Game, Major Crimes und Leicht wie eine Feder auch Nebenrollen in den Filmen Verblendung und L. A. Rebels – Ausbruch der Gewalt verkörpern.

## Filmografie
- 1989: Rude Awakening
- 1997: Susan (Fernsehserie, Episode 2x02)
- 2000: Leading with the Right
- 2003: Hang Time (Kurzfilm)
- 2003: Auf den Spuren von Batman (Return to the Batcave: The Misadventures of Adam and Burt) (Fernsehfilm)
- 2003: Star Trek: Enterprise (Fernsehserie, Episode 3x02)
- 2003: King of Queens (The King of Queens) (Fernsehserie, Episode 6x01)
- 2003: Was das Herz begehrt (Something’s Gotta Give)
- 2003: Letting Go of Raina (Kurzfilm)
- 2003: A Sobering Experience for Lightweights (Kurzfilm)
- 2004: Navy CIS (NCIS) (Fernsehserie, Episode 2x04)
- 2005: Kampf der Planeten (Crimson Force) (Fernsehfilm)
- 2005: CSI: NY (Fernsehserie, Episode 2x05)
- 2006: Sell Out (Kurzfilm)
- 2007: Gargoyles – Monster aus Stein (Reign of the Gargoyles) (Fernsehfilm)
- 2009: The Perfect Sleep
- 2009: Fist Full of Love (Kurzfilm)
- 2009: Desert Vows
- 2011: Dr. House (House, M.D.) (Fernsehserie, Episode 7x11)
- 2011: The Brilliant Atonement of Vanessa Black (Kurzfilm)
- 2011: Nothing Falls Forever (Kurzfilm)
- 2011: The Lying Game (Fernsehserie, Episode 1x03)
- 2011: Verblendung (The Girl with the Dragon Tattoo)
- 2012: Sweet Old World
- 2016–2017: Flaked (Fernsehserie, 2 Episoden, verschiedene Rollen)
- 2017: Major Crimes (Fernsehserie, Episode 6x11)
- 2018: Leicht wie eine Feder (Light as a Feather) (Fernsehserie, Episode 1x03)
- 2019: L. A. Rebels – Ausbruch der Gewalt (Gully)
- 2023: Bosch Legacy (Fernsehserie, Episode 2x03)